# Campeonato Europeu de Halterofilismo de 2016
O Campeonato Europeu de Halterofilismo de 2016 foi a 95ª edição do campeonato, sendo organizado pela Federação Europeia de Halterofilismo, no pavilhão Førdehuset, em Førde, na Noruega, entre 10 a 16 de abril de 2016. Foram disputadas 15 categorias (8 masculino e 7 feminino) com a presença de 340 halterofilistas de 40 nacionalidades.

## Medalhistas

### Feminino
| Evento    | Ouro                             | Ouro      | Prata                          | Prata     | Bronze                           | Bronze    |
| até 48 kg | até 48 kg                        | até 48 kg | até 48 kg                      | até 48 kg | até 48 kg                        | até 48 kg |
| --------- | -------------------------------- | --------- | ------------------------------ | --------- | -------------------------------- | --------- |
| Arranque  | Monica Suneta Csengeri · Roménia | 83 kg     | Sibel Özkan · Turquia          | 82 kg     | Genny Pagliaro · Itália          | 81 kg     |
| Arremesso | Sibel Özkan · Turquia            | 100 kg    | Genny Pagliaro · Itália        | 99 kg     | Iana Diachenko · Ucrânia         | 98 kg     |
| Total     | Sibel Özkan · Turquia            | 182 kg    | Genny Pagliaro · Itália        | 180 kg    | Monica Suneta Csengeri · Roménia | 178 kg    |
| até 53 kg |                                  |           |                                |           |                                  |           |
| Arranque  | Iulia Paratova · Ucrânia         | 94 kg     | Rebeka Koha · Letônia          | 90 kg     | Cristina Iovu · Roménia          | 90 kg     |
| Arremesso | Cristina Iovu · Roménia          | 120 kg    | Sema Acartürk · Turquia        | 109 kg    | Rebeka Koha · Letônia            | 108 kg    |
| Total     | Cristina Iovu · Roménia          | 210 kg    | Iulia Paratova · Ucrânia       | 202 kg    | Rebeka Koha · Letônia            | 198 kg    |
| até 58 kg |                                  |           |                                |           |                                  |           |
| Arranque  | Boyanka Kostova · Azerbaijão     | 105 kg    | Veronika Ivasiuk · Ucrânia     | 90 kg     | Joanna Łochowska · Polónia       | 90 kg     |
| Arremesso | Boyanka Kostova · Azerbaijão     | 130 kg    | Irina Lepșa · Roménia          | 117 kg    | Joanna Łochowska · Polónia       | 114 kg    |
| Total     | Boyanka Kostova · Azerbaijão     | 235 kg    | Irina Lepșa · Roménia          | 205 kg    | Joanna Łochowska · Polónia       | 204 kg    |
| até 63 kg |                                  |           |                                |           |                                  |           |
| Arranque  | Diana Akhmetova · Rússia         | 100 kg    | Natalia Khlestkina · Rússia    | 99 kg     | Giorgia Bordignon · Itália       | 99 kg     |
| Arremesso | Natalia Khlestkina · Rússia      | 123 kg    | Giorgia Bordignon · Itália     | 120 kg    | Zoe Smith · Reino Unido          | 119 kg    |
| Total     | Natalia Khlestkina · Rússia      | 222 kg    | Diana Akhmetova · Rússia       | 219 kg    | Giorgia Bordignon · Itália       | 219 kg    |
| até 69 kg |                                  |           |                                |           |                                  |           |
| Arranque  | Darya Pachabut · Bielorrússia    | 106 kg    | Nazik Avdalyan · Armênia       | 105 kg    | Rebekah Tiler · Reino Unido      | 99 kg     |
| Arremesso | Nazik Avdalyan · Armênia         | 132 kg    | Darya Pachabut · Bielorrússia  | 130 kg    | Rebekah Tiler · Reino Unido      | 123 kg    |
| Total     | Nazik Avdalyan · Armênia         | 237 kg    | Darya Pachabut · Bielorrússia  | 236 kg    | Rebekah Tiler · Reino Unido      | 222 kg    |
| até 75 kg |                                  |           |                                |           |                                  |           |
| Arranque  | Iryna Dekha · Ucrânia            | 115 kg    | Gaëlle Nayo-Ketchanke · França | 110 kg    | Natalia Priscepa · Moldávia      | 110 kg    |
| Arremesso | Iryna Dekha · Ucrânia            | 135 kg    | Gaëlle Nayo-Ketchanke · França | 132 kg    | Natalia Priscepa · Moldávia      | 130 kg    |
| Total     | Iryna Dekha · Ucrânia            | 250 kg    | Gaëlle Nayo-Ketchanke · França | 242 kg    | Natalia Priscepa · Moldávia      | 240 kg    |
| + 75 kg   |                                  |           |                                |           |                                  |           |
| Arranque  | Anastasiia Hotfrid · Geórgia     | 113 kg    | Mercy Brown · Reino Unido      | 103 kg    | Emilia Mierzejeweska · Polónia   | 102 kg    |
| Arremesso | Anastasiia Hotfrid · Geórgia     | 136 kg    | Sabina Baginska · Polónia      | 131 kg    | Mercy Brown · Reino Unido        | 127 kg    |
| Total     | Anastasiia Hotfrid · Geórgia     | 249 kg    | Mercy Brown · Reino Unido      | 230 kg    | Emilia Mierzejeweska · Polónia   | 223 kg    |

## Quadro de medalhas
Quadro de medalhas no total combinado
| Ordem | País         | Medalha de ouro | Medalha de prata | Medalha de bronze | Total |
| ----- | ------------ | --------------- | ---------------- | ----------------- | ----- |
| 1     | Turquia      | 3               | 0                | 0                 | 3     |
| 2     | Armênia      | 2               | 2                | 1                 | 5     |
| 3     | Ucrânia      | 2               | 1                | 0                 | 3     |
| 4     | Geórgia      | 2               | 0                | 0                 | 2     |
| 5     | Rússia       | 1               | 3                | 1                 | 5     |
| 6     | Roménia      | 1               | 2                | 4                 | 7     |
| 7     | Polónia      | 1               | 1                | 2                 | 4     |
| 8     | Itália       | 1               | 1                | 1                 | 3     |
| 9     | Letônia      | 1               | 0                | 1                 | 2     |
| 10    | Azerbaijão   | 1               | 0                | 0                 | 1     |
| 11    | Reino Unido  | 0               | 1                | 1                 | 2     |
| 11    | Espanha      | 0               | 1                | 1                 | 2     |
| 13    | Bielorrússia | 0               | 1                | 0                 | 1     |
| 13    | França       | 0               | 1                | 0                 | 1     |
| 13    | Lituânia     | 0               | 1                | 0                 | 1     |
| 16    | Bulgária     | 0               | 0                | 1                 | 1     |
| 16    | Estónia      | 0               | 0                | 1                 | 1     |
| 16    | Moldávia     | 0               | 0                | 1                 | 1     |
| Total | Total        | 15              | 15               | 15                | 45    |

## Países participantes
340 halterofilistas de 40 países participaram do campeonato.
| - Albânia (8) - Armênia (15) - Áustria (1) - Azerbaijão (8) - Bielorrússia (3) - Bélgica (2) - Bósnia e Herzegovina (1) - Bulgária (12) - Croácia (8) - Chipre (2) | - Chéquia (15) - Dinamarca (7) - Estónia (2) - Finlândia (15) - França (13) - Geórgia (8) - Alemanha (14) - Reino Unido (14) - Grécia (10) - Hungria (15) | - Irlanda (12) - Islândia (3) - Israel (13) - Itália (15) - Kosovo (1) - Letônia (4) - Lituânia (6) - Malta (1) - Moldávia (4) - Países Baixos (2) | - Noruega (12) - Polónia (15) - Roménia (9) - Rússia (13) - Sérvia (1) - Eslováquia (6) - Espanha (15) - Suécia (8) - Turquia (15) - Ucrânia (11) |